# Legio V Parthica
La Legio V Parthica ("della campagna contro i Parti") era una legione romana, raccolta probabilmente dall'imperatore Diocleziano alla fine del III secolo.

## Storia della legione
Venne organizzata da Diocleziano, probabilmente assieme alla IIII e VI Parthica, in occasione della riorganizzazione delle province orientali. Va notato come il nome della VI, Parthica, facesse riferimento ad un nemico, i Parti, che non esisteva più da qualche decennio: il nome e la numerazione di queste unità furono scelti evidentemente in relazione alle tre legioni Parthica (la I, II e III Parthica, appunto) già presenti.
Nel 359 la V è ad Amida, a protezione di una delle fortezze che giocarono un ruolo importante nelle guerre romano-persiane: vicino al campo della legione era infatti il ponte sul Tigri che permetteva il transito della via che collegava l'Anatolia centrale all'Assiria. Amida fu conquistata dai Sasanidi: la V, che non era riuscita a fermarli, non fu probabilmente più ricostituita, perché manca nell'elenco delle legioni orientali all'inizio del V secolo.